# Zamach w Würzburgu (2016)
Zamach w Würzburgu – akt terrorystyczny dokonany 18 lipca 2016 roku w Würzburgu, Bawaria. Nastolatek uzbrojony w siekierę i nóż zabił 4 osoby, 4 ranił, w tym 3 ciężko.

## Przebieg
17-letni Afgańczyk Riaz Khan Ahmadzai vel Muhammad Riyad napadł na pasażerów pociągu relacji Treuchtlingen – Würzburg. Przed atakiem nagrał film, w którym zapowiadał śmierć, i krzyczał słowa „Allahu Akbar”. Przy pomocy siekiery i noża zabił 4 osoby oraz ranił 4 osoby, w tym 3 ciężko. Ofiarami nastolatka było 4 Chińczyków. Zamachowca zabiła bawarska policja przy próbie jego ataku na nich. Afgańczyk mieszkał w pobliskim Gaukönigshofen. Do zamachu przyznało się tzw. Państwo Islamskie.

## Ofiary[3]
- Edmund Au Yeung (31 l.)
- Tracy Yau Hiu-tung (26 l.)
- (Pani) Yau (58 l.) – (imienia nie ujawniono)
- (Pan) Yau (62 l.) – (imienia nie ujawniono)